# Jakub Arbes
Jakub Arbes (Praga, 1840 – 1918) è stato uno scrittore ceco.

## Biografia
Nacque in una famiglia di umili origini, visse quasi sempre a Praga e si affermò sia come giornalista sia come scrittore.
Uomo di idee democratiche e liberali, ebbe problemi con il conservatorismo delle autorità.
Fu autore di romanzi di fantascienza e dell'orrore e di romanzi più complessi, segnati dal suo animo rivoluzionario e dal forte influsso del Romanticismo.

## Opere
- Ďábel na skřipci (1865)
- Elegie o černých očích (1865–1867)
- Svatý Xaverius (1873)
- Sivooký démon (1873)
- Zázračná madona (1875)
- Ukřižovaná (1876)
- Newtonův mozek  “Newton’s Brain” (1877)
- Akrobati (1878)
- Zborcené harfy tón (1885–1886)
- Lotr Gólo (1886)
- Duhový bod nad hlavou (1889)
- Duhokřídlá Psýché (1891)
- Kandidáti existence
- Etiopská lilie
- Moderní upíři
- Štrajchpudlíci
- Mesiáš
- Anděl míru
- Kandidáti existence
- Český Paganini
- Záhadné povahy
- Z duševní dílny básníků
- Epizody
- Pláč koruny české neboli Nová persekuce